# Clemens Apprich

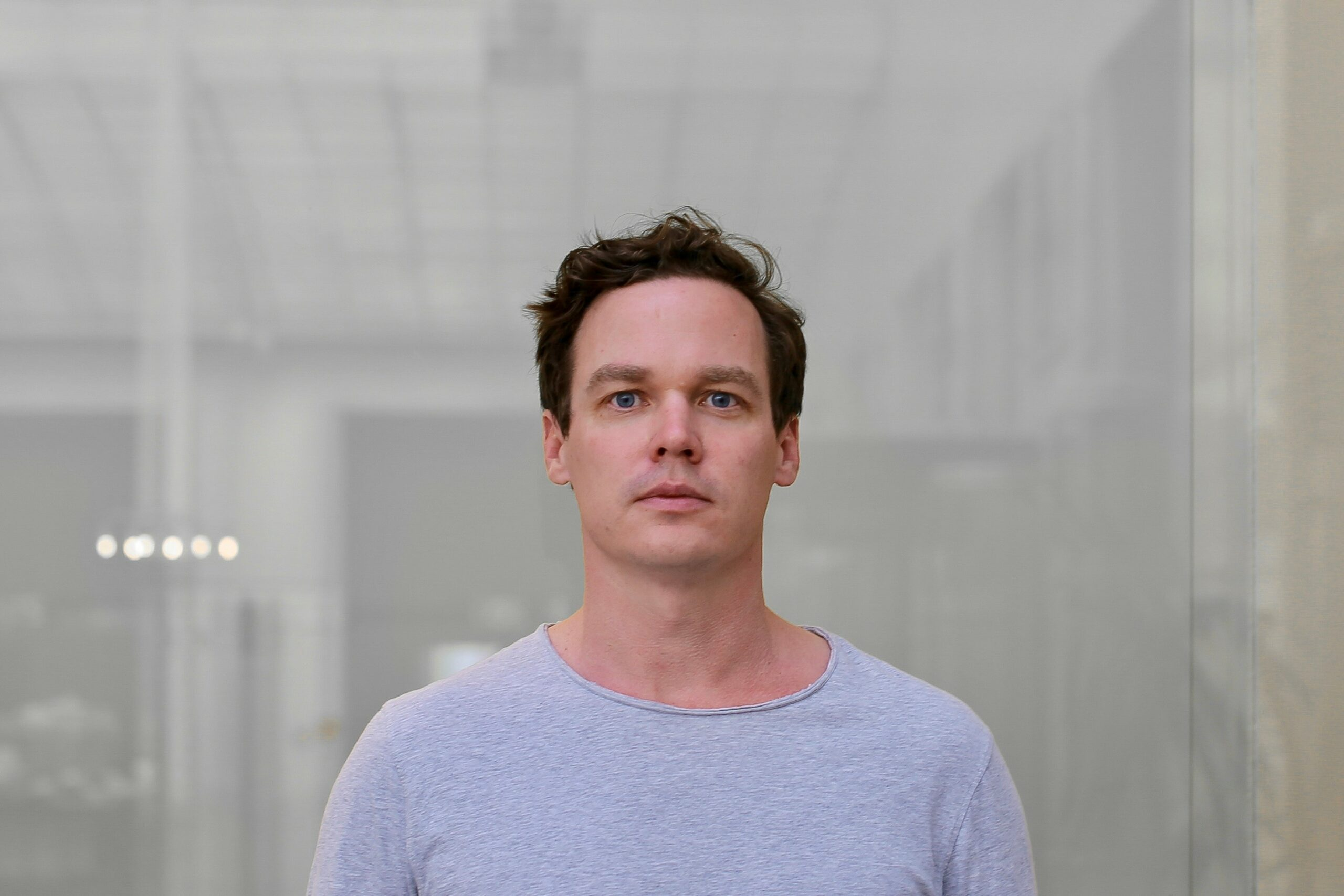
Clemens Apprich (2024)

Clemens Apprich ist Professor für Medientheorie und -geschichte an der Universität für angewandte Kunst Wien. Er ist Leiter der Abteilung Medientheorie und des Weibel Instituts für digitale Kulturen sowie Vizerektor für Forschung und Digitalität.

## Leben
Clemens Apprich studierte Philosophie, Kultur- und Politikwissenschaften in Berlin, Bordeaux und Wien. Während seines Studiums war er Mitglied von Public Netbase, einer österreichischen Plattform für kritische Netzkulturen. 2011 wurde er wissenschaftlicher Mitarbeiter am Centre for Digital Cultures der Leuphana Universität Lüneburg, wo er von 2017 bis 2018 auch als Gastprofessor tätig war. Von 2018 bis 2019 war er Visiting Research Fellow an der Mel Hoppenheim School of Cinema der Concordia University in Montréal und von 2020 bis 2021 Assistant Professor in Medienwissenschaft an der Reichsuniversität Groningen. 2021 wurde er zum Professor für Medientheorie und -geschichte an der Universität für angewandte Kunst in Wien berufen. An der Angewandten leitet er die Abteilung Medientheorie und das Weibel Institut für digitale Kulturen. Seit Herbst 2023 ist er zudem Vizerektor für Forschung und Digitalität.
Apprich ist u. a. Mitglied der Delegiertenversammlung des Österreichischen Wissenschaftsfonds FWF und von Open Science Austria sowie affiliiertes Fakultätsmitglied des Digital Democracies Institute der Simon Fraser Universität in Vancouver. Er ist darüber hinaus als Gutachter einer Reihe internationaler Zeitschriften, akademischer Verlage und Forschungsgemeinschaften tätig (u. a. DFG, SNF, Big Data & Society, Space and Culture, First Monday, Cambridge University Press).

## Forschung
Clemens Apprichs Forschung befasst sich mit digitalen Medien und computerbasierten Kulturen, insbesondere mit Filteralgorithmen und deren Einsatz in Verfahren der Datenanalyse sowie Methoden des maschinellen Lernens. Er ist der Autor von Technotopia: A Media Genealogy of Net Cultures (Rowman & Littlefield International, 2017) und hat, zusammen mit Wendy Chun, Hito Steyerl und Florian Cramer, das Buch Pattern Discrimination (University of Minnesota Press/meson press, 2019) veröffentlicht. Seine Arbeit ist zudem in zahlreichen internationalen Zeitschriften (u. a. Big Data & Society, Digital Culture & Society, Fibreculture, First Monday, Zeitschrift für Medienwissenschaft, Kunstforum International, Texte zur Kunst) erschienen.

## Publikationen (Auswahl)
als Autor
- mit Wendy Chun, Florian Cramer und Hito Steyerl: Pattern Discrimination. University of Minnesota Press/Meson Press, Minneapolis/Lüneburg 2019.
- Technotopia. A Media Genealogy of Net Cultures. Rowman & Littlefield International, London/New York 2017.
- Vernetzt – Zur Entstehung der Netzwerkgesellschaft. transcript, Bielefeld 2015.

als Herausgeber
- mit Josephine Berry Slater, Anthony Iles, Oliver Lerone Schultz: Plants, Androids and Operators: A Post-Media Handbook. Mute, London 2014.
- mit Josephine Berry Slater, Anthony Iles, Oliver Lerone Schultz: Provocative Alloys: A Post-Media Anthology. Mute, London 2013.
- mit Josephine Berry Slater, Anthony Iles, Oliver Lerone Schultz: Post-Media Book Series (mit Büchern von Claire Fontaine, Felix Stalder, Rodrigo Nunes, irational.org). Mute, London 2012–2014.
- mit Felix Stalder: Vergessene Zukunft. Radikale Netzkulturen in Europa. transcript, Bielefeld 2012.